# Challes-la-Montagne

Challes-la-Montagne este o comună în departamentul Ain din estul Franței.